# Olaf Gericke
Olaf Gericke (* 1966 in Münster) ist ein deutscher Kommunalpolitiker (CDU) und seit 2006 Landrat des Kreises Warendorf im östlichen Münsterland sowie seit 2023 Präsident des Landkreistages Nordrhein-Westfalen.

## Ausbildung und beruflicher Werdegang
Nach seinem Abitur im Jahr 1986 absolvierte Olaf Gericke seinen Wehrdienst in Goslar und Delmenhorst. Im Anschluss nahm er im Jahr 1987 ein Studium der Rechtswissenschaften an der Westfälischen Wilhelms-Universität (WWU) in Münster auf, welches er im Jahr 1993 erfolgreich abschloss. Während seines Studiums engagierte er sich in Studentenvertretungen und war so unter anderem Referent für Öffentlichkeitsarbeit im Allgemeinen Studentenausschuss (AStA) der Universität Münster und Vorsitzender des Rings Christlich-Demokratischer Studenten (RCDS).
An der Juristischen Fakultät der Technischen Universität Dresden übernahm Olaf Gericke im Jahr 1993 die Korrekturassistenz bei Dieter Wyduckel am Lehrstuhl für Öffentliches Recht. In dieser Zeit verfasste er eine Dissertation zum Thema Möglichkeiten und Grenzen eines Abbaus der Verrechtlichung; Eine kritische Analyse von Gesetzgebung und Gesetzgebungslehre.
Berufserfahrung sammelte er anschließend zunächst bei der Kassenärztlichen Vereinigung und später dann in der Kommunalaufsicht als Kreisrechtsrat und persönlicher Referent des Oberkreisdirektors und späteren Landrats Wolfgang Kirsch (CDU) im Kreis Warendorf.

## Politik
Am 11. Mai 2003 wurde Olaf Gericke zum hauptamtlichen Bürgermeister der Stadt Greven gewählt. Dieses Amt hatte er drei Jahre lang inne, bis er am 17. September 2006 als Kandidat von CDU und FDP zum hauptamtlichen Landrat des Kreises Warendorf gewählt wurde. Damit trat er die Nachfolge seines ehemaligen Vorgesetzten Wolfgang Kirsch (ebenfalls CDU) an, der als Landesdirektor zum Landschaftsverband Westfalen-Lippe (LWL) mit Sitz in Münster gewechselt war.
Bei der Kommunalwahl am 25. Mai 2014 wurde Gericke in seinem Amt mit 60,76 % der Stimmen bestätigt, bei der Kommunalwahl am 13. September 2020 wurde er mit 63,2 % für seine dritte Amtszeit bestätigt.
Gericke ist seit 2023 Präsident des Landkreistages Nordrhein-Westfalen.

## Privates
Olaf Gericke ist verheiratet und Vater eines Sohnes sowie einer Tochter.